# Morjaki
Morjaki (Моряки) è un film del 1939 diretto da Vladimir Aleksandrovič Braun.

## Trama
Morjaki ("Marinai") racconta una futura guerra in mare (siamo nel 1939), similmente al film Esli zavtra vojna... del 1938, che racconta una futura guerra terrestre.
La Marina sta conducendo manovre di addestramento. Nell'anniversario della battaglia di Tsushima, i marinai ricordano l'eroismo dei marinai russi nella lotta contro i nemici e promettono di respingere qualsiasi tentativo in di attacco.
Ben presto, il nemico, la cui nazionalità non è indicata, invade le acque sovietiche attaccando con torpediniere, sottomarini ed aerei. Ma la battaglia decisiva si svolgerà tra gli squadroni di corazzate. L'avanguardia sovietica cerca attirare il nemico sotto il tiro delle sue forze principali.